# Paragoniochernes
Genre
Paragoniochernes est un genre de pseudoscorpions de la famille des Withiidae.

## Distribution
Les espèces de ce genre sont endémiques d'Afrique du Sud.

## Liste des espèces
Selon Pseudoscorpions of the World (version 3.0) :
- Paragoniochernes lamellatus (Tullgren, 1907)
- Paragoniochernes parvulus Beier, 1955

## Publication originale
- Beier, 1932 : Pseudoscorpionidea II. Subord. C. Cheliferinea. Tierreich, vol. 58, p. 1-294.